# سیارک ۲۸۰۰۴
سیارک ۲۸۰۰۴ (به انگلیسی: 28004 Terakawa، نامگذاری:1997XA) بیست و هشت هزار و چهارمین سیارک کشف شده‌است که در ۲ دسامبر ۱۹۹۷ کشف شد.